# Clymenia
Clymenia – rodzaj głowonogów z wymarłej podgromady amonitów, z rzędu Clymeniida.
Żył w okresie dewonu (famen). Jego skamieniałości znaleziono w Europie, Północnej Ameryce, Azji, Australii.